# Morcenx-la-Nouvelle
Morcenx-la-Nouvelle [mɔʁsɛ̃ks la nuvɛl] est une commune nouvelle française située dans le département des Landes, en région Nouvelle-Aquitaine. Elle est issue de la fusion — au 1er janvier 2019 — des communes de Morcenx, Arjuzanx, Garrosse et Sindères.
Le territoire compte plusieurs sites d'intérêt, dont le lac d'Arjuzanx et sa réserve naturelle, l'église Sanctus Petrus de Morcencz citée au XIIe siècle dans le Liber rubeus, le château de Moré, la fontaine Notre-Dame-des-Douleurs et la fontaine de la Houn de Magdeleune.

## Géographie

### Situation géographique
D'une superficie de 138,30 km2, Morcenx-la-Nouvelle se situe au centre des Landes. Elle fait partie de la Communauté de communes du Pays Morcenais. Morcenx-la-Nouvelle est bordée par la forêt des landes et ses pins maritimes, ainsi que le Bez. Sur son territoire se trouve la réserve naturelle d'Arjuzanx ainsi qu'un certain nombre de lacs. L'océan quant à lui ne se trouve qu'à 40 km à l'ouest. Les deux plus grandes villes des Landes sont Dax et Mont-de-Marsan et se trouvent à 43 et 40 min de Morcenx-la-Nouvelle en voiture. Il y a aussi des lignes de trains reliant Morcenx-la-Nouvelle à ces villes, ainsi qu'à Bordeaux et les Pyrénées-Atlantiques.

### Communes limitrophes
Les communes limitrophes sont  Rion-des-Landes (d), Arengosse, Lesperon, Onesse-Laharie, Rion-des-Landes, Sabres, Solférino et Villenave.
|                               | Solférino           | Sabres    |
| Onesse-Laharie                | Morcenx-la-Nouvelle | Arengosse |
| Lesperon (par un quadripoint) | Rion-des-Landes     | Villenave |

### Climat
Pour des articles plus généraux, voir Climat de la Nouvelle-Aquitaine et Climat des Landes.
Historiquement, la commune est exposée à un climat océanique aquitain.
En 2020, Météo-France publie une typologie des climats de la France métropolitaine dans laquelle la commune est exposée à un climat océanique et est dans une zone de transition entre les régions climatiques « Littoral charentais et aquitain » et « Aquitaine, Gascogne »0.
Pour la période 1971-2000, la température annuelle moyenne est de 13,1 °C, avec une amplitude thermique annuelle de 13,8 °C. Le cumul annuel moyen de précipitations est de 1 130 mm, avec 12,7 jours de précipitations en janvier et 7,9 jours en juillet. Pour la période 1991-2020, la température moyenne annuelle observée sur la station météorologique la plus proche, située sur la commune de Rion-des-Landes à 12 km à vol d'oiseau, est de 13,7 °C et le cumul annuel moyen de précipitations est de 1 182,9 mm,. Pour l'avenir, les paramètres climatiques de la commune estimés pour 2050 selon différents scénarios d’émission de gaz à effet de serre sont consultables sur un site dédié publié par Météo-France en novembre 2022.

## Urbanisme

### Typologie
Au 1er janvier 2024, Morcenx-la-Nouvelle est catégorisée bourg rural, selon la nouvelle grille communale de densité à sept niveaux définie par l'Insee en 2022.
Elle appartient à l'unité urbaine de Morcenx-la-Nouvelle, une unité urbaine monocommunale constituant une ville isolée,. Par ailleurs la commune fait partie de l'aire d'attraction de Morcenx-la-Nouvelle, dont elle est la commune-centre,. Cette aire, qui regroupe 2 communes, est catégorisée dans les aires de moins de 50 000 habitants,.

### Risques majeurs
Le territoire de la commune de Morcenx-la-Nouvelle est vulnérable à différents aléas naturels : météorologiques (tempête, orage, neige, grand froid, canicule ou sécheresse), feux de forêts, mouvements de terrains et séisme (sismicité très faible). Il est également exposé à un risque technologique, le transport de matières dangereuses. Un site publié par le BRGM permet d'évaluer simplement et rapidement les risques d'un bien localisé soit par son adresse soit par le numéro de sa parcelle.

#### Risques naturels
Morcenx-la-Nouvelle est exposée au risque de feu de forêt. Depuis le 20 avril 2016, les départements de la Gironde, des Landes et de Lot-et-Garonne disposent d’un règlement interdépartemental de protection de la forêt contre les incendies. Ce règlement vise à mieux prévenir les incendies de forêt, à faciliter les interventions des services et à limiter les conséquences, que ce soit par le débroussaillement, la limitation de l’apport du feu ou la réglementation des activités en forêt. Il définit en particulier cinq niveaux de vigilance croissants auxquels sont associés différentes mesures,.
Les mouvements de terrains susceptibles de se produire sur la commune sont des tassements différentiels.

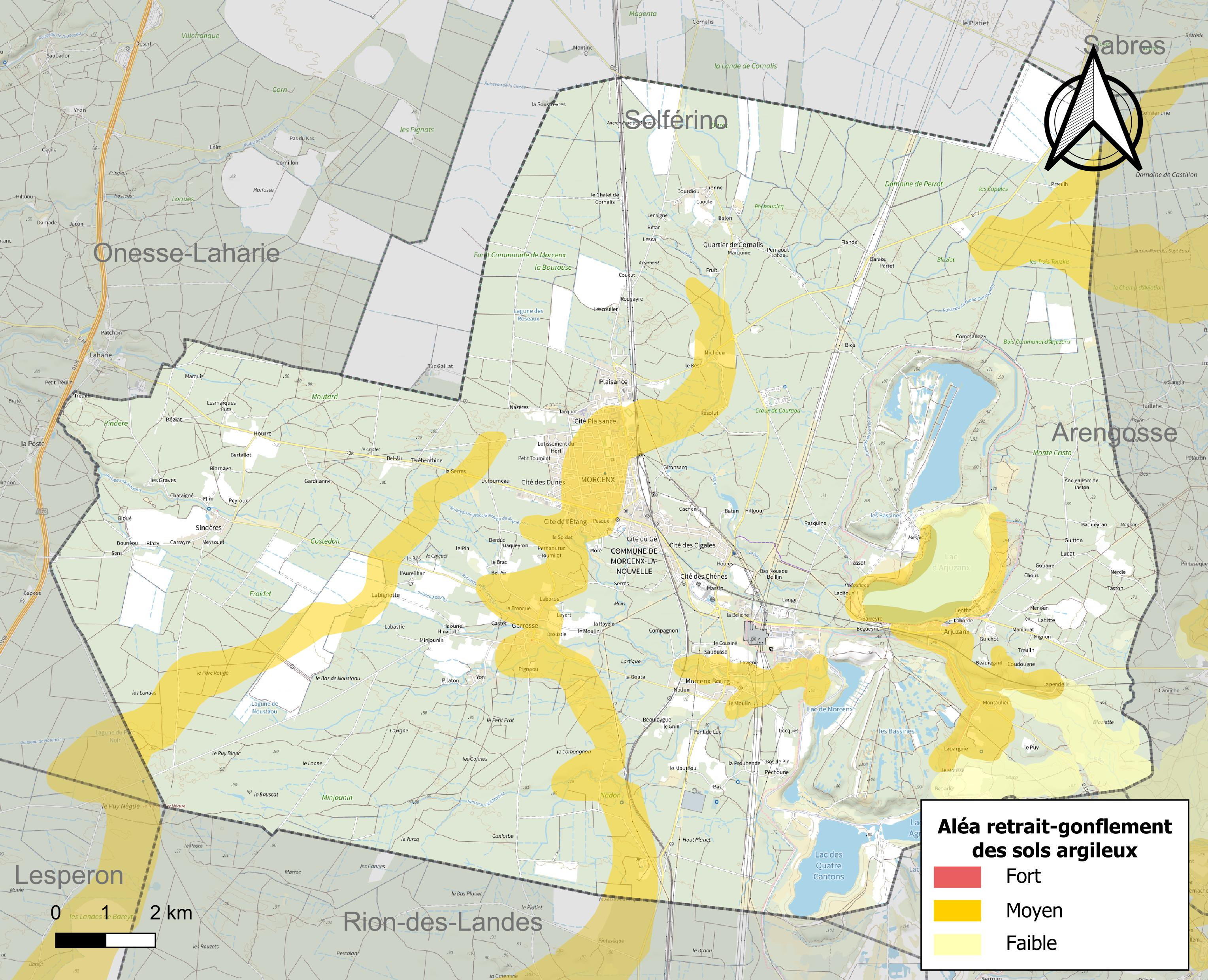
Carte des zones d'aléa retrait-gonflement des sols argileux de Morcenx-la-Nouvelle.

Le retrait-gonflement des sols argileux est susceptible d'engendrer des dommages importants aux bâtiments en cas d’alternance de périodes de sécheresse et de pluie. 12,7 % de la superficie communale est en aléa moyen ou fort (19,2 % au niveau départemental et 48,5 % au niveau national). Sur les 2 496 bâtiments dénombrés sur la commune en 2019, 1 177 sont en aléa moyen ou fort, soit 47 %, à comparer aux 17 % au niveau départemental et 54 % au niveau national. Une cartographie de l'exposition du territoire national au retrait gonflement des sols argileux est disponible sur le site du BRGM,.
La commune a été reconnue en état de catastrophe naturelle au titre des dommages causés par les inondations et coulées de boue survenues en 1999, 2009 et 2018 et par des mouvements de terrain en 1999.

#### Risques technologiques
Le risque de transport de matières dangereuses sur la commune est lié à sa traversée par une ou des infrastructures routières ou ferroviaires importantes ou la présence d'une canalisation de transport d'hydrocarbures. Un accident se produisant sur de telles infrastructures est susceptible d’avoir des effets graves sur les biens, les personnes ou l'environnement, selon la nature du matériau transporté. Des dispositions d’urbanisme peuvent être préconisées en conséquence.

## Toponymie
Le nom de « Morcenx » paraît formé sur Mauritius, nom d’origine gallo-romaine, et du suffixe enx, ayant un sens d’appartenance ou d’origine. "la-Nouvelle", a été ajouté à la suite de la fusion des quatre communes.

## Histoire
Un arrêté préfectoral en date du 13 novembre 2018 est publié et crée la commune nouvelle. Cette arrêté regroupe les communes de Morcenx, Arjuzanx, Sindères et Garrosse en une seule, avec pour chef-lieu Morcenx.

## Politique et administration

### Communes déléguées
| Nom             | Code Insee | Intercommunalité     | Superficie (km2) | Population (dernière pop. légale) | Densité (hab./km2) |
| --------------- | ---------- | -------------------- | ---------------- | --------------------------------- | ------------------ |
| Morcenx (siège) | 40197      | CC du Pays Morcenais | 62,08            | 4 397 (2016)                      | 71                 |
| Arjuzanx        | 40009      | CC du Pays Morcenais | 29,2             | 215 (2016)                        | 7,4                |
| Garrosse        | 40107      | CC du Pays Morcenais | 26,68            | 279 (2016)                        | 10                 |
| Sindères        | 40302      | CC du Pays Morcenais | 20,34            | 186 (2016)                        | 9,1                |

### Liste des maires
| Période        | Période     | Identité           | Étiquette | Qualité |
| -------------- | ----------- | ------------------ | --------- | --- |
| 8 janvier 2019 | 23 mai 2020 | Jean-Claude Deyres | PS        | Retraité de la fonction publique Ancien conseiller général du canton de Morcenx (1982 → 2015) 2e vice-président du conseil général des Landes Président de la Communauté de communes |
| 23 mai 2020    | En cours    | Paul Carrère       | PS        | Directeur adjoint d'hôpital, Conseiller départemental du canton du Pays morcenais tarusate depuis 2015                                                                               |

## Population et société

### Démographie

#### Évolution démographique
L'évolution du nombre d'habitants est connue à travers les recensements de la population effectués dans la commune depuis 2016. Pour les communes de moins de 10 000 habitants, une enquête de recensement portant sur toute la population est réalisée tous les cinq ans, les populations de référence des années intermédiaires étant quant à elles estimées par interpolation ou extrapolation. Pour la commune, le premier recensement exhaustif entrant dans le cadre du nouveau dispositif a été réalisé en 2008.

En 2022, la commune comptait 5 005 habitants, en évolution de −1,42 % par rapport à 2016 (Landes : +5,78 %, France hors Mayotte : +2,11 %).
| 2018  | 2022  |
| ----- | ----- |
| 5 022 | 5 005 |

#### Pyramide des âges
La population de la commune est relativement âgée. En 2018, le taux de personnes d'un âge inférieur à 30 ans s'élève à 25,8 %, soit un taux inférieur à la moyenne départementale (29,2 %). Le taux de personnes d'un âge supérieur à 60 ans (39,0 %) est supérieur au taux départemental (32,1 %).
En 2018, la commune comptait 2 434 hommes pour 2 588 femmes, soit un taux de 51,53 % de femmes, comparable au taux départemental (51,52 %).
Les pyramides des âges de la commune et du département s'établissent comme suit :
| Hommes | Classe d’âge | Femmes |
| ------ | ------------ | ------ |
| 1,2    | 90 ou +      | 3,2    |
| 12,2   | 75-89 ans    | 16,5   |
| 21,6   | 60-74 ans    | 23,0   |
| 22,4   | 45-59 ans    | 20,9   |
| 14,6   | 30-44 ans    | 12,7   |
| 14,6   | 15-29 ans    | 11,2   |
| 13,3   | 0-14 ans     | 12,6   |

| Hommes | Classe d’âge | Femmes |
| ------ | ------------ | ------ |
| 0,9    | 90 ou +      | 2,3    |
| 9      | 75-89 ans    | 11,5   |
| 20,6   | 60-74 ans    | 21,6   |
| 21,5   | 45-59 ans    | 20,7   |
| 17,4   | 30-44 ans    | 17,1   |
| 14,2   | 15-29 ans    | 12,1   |
| 16,4   | 0-14 ans     | 14,6   |

### Vie associative
Cette commune héberge près de cent associations différentes. Ces diverses associations vont des associations sportives regroupés dans le CAM (Club Amical Morcenais), aux associations musicales avec l'harmonie la Cigale de Morcenx, la Banda Los Alegrios, mais aussi artistiques, avec l'association d'art de la haute lande, ainsi que culturelles avec les comités des fêtes, ciné loisirs, ciné passion Landes, l'association des amis de la course landaise. Sans oublier le groupe Folklorique Los Cigalouns de Mourseuns, fondé en 1946, qui font connaître les danses traditionnelles landaises et plus particulièrement les danses sur échasses.

### Services
- Enseignement :
  - Deux écoles maternelles
  - Quatre écoles primaires
  - Un collège
  - Un lycée professionnel
  - Un BTP CFA
- structures de soins :
  - Un EHPAD, avec un service Alzheimer et de soins de longue durée
  - Un centre d'examen d'analyse médicale
  - Un CMP
  - Un centre médico social
  - Un centre de dialyse

### Événements importants
- Le Festival des Arts de la Rue : "Festirues", qui se déroule à la fin du mois d'avril chaque année, créé en 2000.
- Les Fêtes patronales, qui ont lieu le 3e week-end du mois de juin, du vendredi au dimanche soir.
- Le festival Folklorique de la Haute Lande, festival international qui se déroule tous les deux ans en juillet (les années impaires).
- Le Festiplantes, une foire aux fleurs, plantes et arbustes qui met à l'honneur les métiers du jardin.

### Sport
- 4 terrains herbeux (stade municipal, Luxcey Bonnat, Nazère),
- 1 gymnase,
- 1 halle des sports couverte,
- 3 salles de gymnastiques, danse,
- 1 salle des fêtes (ping-pong, mur à gauche, twirling bâton),
- 1 salle de boxe,
- 1 piste d’athlétisme,
- 1 dojo,
- 2 club-house à la distillerie
- 4 terrains de tennis dont 1 couvert,
- 1 fronton,
- 1 parcours d’orientation,
- 1 parcours pédestre,
- 1 terrain de jeux
- 1 skate-park.
- 1 Park multisports.

## Économie
On y trouve l'usine de vitrification d'amiante INERTAM.
La gare de Morcenx est d'une taille importante par rapport à la taille de la ville. Elle se situe sur la ligne Bordeaux - Irun entre Bordeaux-Dax avec une bifurcation vers Mont-de-Marsan.

## Patrimoine

### Lieux et monuments
- Église Sainte-Marie-Madeleine-et-Saint-Blaise de Sindères.
- L'église Sanctus Petrus de Morcencz, citée dans le liber rubeus au XIIe siècle.
- La fontaine Notre-Dame-des-Douleurs.
- La fontaine de la Houn de Magdeleune.
- Église Saint-Jean-Baptiste d'Arjuzanx, inscrite au titre des monuments historiques en 2002.
- Les arènes de Morcenx : bâties en bois, elles datent de 1930.
- Le monument aux morts : réalisé par le sculpteur landais Robert Wlérick.
- Le château de Moré : bâtisse campagnarde remarquable par sa tour d'angle au toit aplati.
- Le château d'Agès.
- Le complexe municipal : 1939 et suivants ; architecte montois Franck Bonnefous ; implanté en symétrie de part et d’autre d’une place ; au nord, principalement le cinéma et la mairie, et au sud la salle Jean-Jaurès et la poste ; bas-reliefs du sculpteur Lucien Langlade, illustrent la vie dans les Landes.
- Le kiosque à musique place Aristide-Briand datant de 1948.

### Site d'Arjuzanx
Le site d'Arjuzanx est un ancien site d'extraction de lignite à ciel ouvert, où des travaux de renaturation ont permis l'émergence d'habitats adaptés à l'accueil de nombreuses espèces animales et végétales rares ou menacées. Il se situe sur les communes d'Arjuzanx, de Morcenx, de Rion-des-Landes et de Villenave, dans le département français des Landes. Une partie du site fait partie de la réserve naturelle nationale d'Arjuzanx créée en septembre 2022.
Ce site comporte un lac aménagé pour la baignade sur Arjuzanx commune de Morcenx-la-Nouvelle. On y retrouve aussi la maison du site avec un musée sur la création du site et la réserve naturelle.

### Personnalités liées à la commune
- François Batbedat (1745-1806), négociant et homme politique, implante et diffuse le pin sylvestre à partir de ses terres de Garrosse, dans les Landes de Gascogne.
- Cora Laparcerie (1875-1951), actrice, poétesse et directrice de théâtre
- Ferdinand Bernède (1869-1963)
- Dorian Laborde, joueur de rugby à XV